# 杜世忠
杜世忠（1242年—1275年），元朝官員、禮部侍郎。蒙古族。在日本被处决。

## 经历
至元十二年（日本建治元年，1275年2月），当时是礼部侍郎的他被任命为国信使，以使节团正使身份持国书出使日本，要求日本称臣。所持国书现已不存，日本《関东评定伝》〈建治元年〉条称：“今度所贡来牒状，如前可顺伏之趣也。”
3月10日，杜世忠等人抵高丽国都，高丽随即派舌人（翻译）郎将徐赞及水手三十余人将其送至日本。
4月15日，到日本，绕过大宰府，直抵长门国室津（現在的山口县下关市）上岸，打算闯过关卡，到达京都或镰仓，中途被长门守护逮捕，押送大宰府。
8月，押至镰仓。后来当時的第8代执权北条时宗下令将元朝使节团全部处决。

## 元使被處決名单
9月7日，杜世忠一行5人被斩于镰仓龙口（現在的神奈川县藤泽市片瀬）。
- 正使：禮部侍郎杜世忠(34歳・蒙古人)
- 副使：兵部郎中何文著(38歳・唐人)
- 計議官：撤都魯丁(32歳・维吾尔人)
- 書状官：杲(32歳・维吾尔人)
- 译官：徐赞(32歳・高麗国人)

- 正使禮部侍郎杜世忠临死时模仿李白诗别内赴征三首第二首作诗：「出門妻子贈寒衣 問我西行幾日帰 来時儻佩黄金印 莫見蘇秦不下機」。
- 副使兵部郎中何文著作临刑詩：「四大原無主 五蘊悉皆空 兩國生靈苦 今日斬秋風」，徐赞作临刑詩：「朝廷宰相五更寒，寒甲将军夜过关。十六高僧申未起，算来名利不如闲。」

## 事后
五人的尸骨被葬利生寺（现称龙口山常立寺），一座专为祭祀在龙口被处死的亡者灵魂而建立的寺院。寺内还建有“元使五人冢”，为五座五轮塔。
消息久久没有传到元朝，直到至元十六年（1279）八月，与杜世忠等人赴日的高丽水手上左、一冲等四人从日本逃回国，报告了杜世忠等人被杀的情况。高丽随即遣人押送这几名水手赴元
奏报。
至元十七年二月，杜世忠等人被害的消息在元朝传开，成为第二次元日战争弘安之役导火线。

## 相关项目
- 常立寺